# Staudt Gábor
Staudt Gábor (Budapest, 1983. május 10. –) magyar nemzeti radikális politikus, 2006 óta a Jobbik Magyarországért Mozgalom Etikai és Fegyelmi Bizottságának elnöke. 2010 és 2018 között a párt országgyűlési képviselője. 2014-től az Országgyűlés Törvényalkotási bizottságának tagja. 2010–2011 között a Jobbik budapesti elnöke. A 2010-es és a 2014-es önkormányzati választáson a Jobbik főpolgármester-jelöltje.

## Származása
Tősgyökeres Budapest XXII. kerületi római katolikus családban született. Szülei a rendszerváltás előtt nem voltak sem párttagok, sem egyéb politikai szerveződés tagjai.[forrás?]

## Élete
1994–2002 között a Budapest XXII. kerületi Kempelen Farkas Gimnázium tanulója volt, ahol két évig a Diákönkormányzat elnöki posztját is betöltötte.
2002–2007 között az Eötvös Loránd Tudományegyetem Állam- és Jogtudományi Karára járt. Itt tovább folytatta közéleti szerepvállalását, aktív tagja, majd 2005-ben elnöke volt a kar Hallgatói Önkormányzatának.
2007-ben szerzett jogi diplomát, majd 2010-ig ügyvédjelöltként dolgozott. 2012-ben jogi szakvizsgát tett.

## A politikában
A Jobbikkal egyetemistaként ismerkedett meg 2003-ban. 2004-ben vezetésével alakult meg a Jobbik Budapest XXII. kerületi szervezete, melynek azóta is elnöke.
2002–2010 között a XXII. kerületi Német Kisebbségi Önkormányzat tagja.
2006-ban az akkori MIÉP-Jobbik a Harmadik Út színeiben országgyűlési képviselőjelöltként indult Budafok-Tétényben, ahol 3,5%-kal a 4. helyen végzett. A pártszövetség budapesti listáján a 10. helyen, az országos listán a 48. helyen szerepelt.
2006–2010 között a Jobbik listáján a XXII. kerületi önkormányzat képviselő testületének tagja, ahol a Kulturális, Sport és Turisztikai Bizottság elnöke, és a Pénzügyi Bizottság tagja.
2006 óta a Jobbik Etikai és Fegyelmi Bizottságának elnöke.
A 2009-es európai parlamenti választáson a Jobbik országos listájának a 12. helyén szerepelt.
Részt vett a Jobbik 2010-es választási programjának kidolgozásában, mint a szakmai kabinetek koordinátora és a Jogi Kabinet elnöke. A 2010-es országgyűlési választáson a Jobbik országos listájának 16. helyéről szerzett mandátumot. Az Alkotmányügyi, igazságügyi és ügyrendi bizottság tagja volt. 2010–2014 között 442 parlamenti felszólalása volt, 74 önálló és 553 nem önálló indítványt nyújtott be.
2010-ben a Jobbik budapesti főpolgármester-jelöltje volt az önkormányzati választások alkalmával, ahol 7,27%-kal a 4. helyet szerezte meg.
2010–2011 között a Jobbik budapesti elnöke volt.
A 2014-es országgyűlési választáson a Jobbik országos listájának a 16. helyéről szerzett országgyűlési mandátumot. Jelenleg az Országgyűlés Törvényalkotási bizottságának tagja.
A 2014-es európai parlamenti választáson a Jobbik országos listájának a 4. helyén szerepelt.
A 2014-es önkormányzati választáson a Jobbik főpolgármester-jelöltje. Programja a Jobbik 2010-es Budapest a magyarok fővárosa című választási programjára alapul.
2018. december 18-án Staudt Gábor lemondott az országgyűlési mandátumáról, magánéleti okokból.

## Családja
2014 márciusa óta jegyben jár.

## További információ
- Oldala az Országgyűlés honlapján
- Életrajza a Parlament honlapján
- Képviselői oldala a Jobbik honlapján Archiválva 2014. július 30-i dátummal a Wayback Machine-ben
- Facebook-oldala